# Bassens (Gironde)
Bassens ist eine französische Stadt im Département Gironde in der Region Nouvelle-Aquitaine. Die Gemeinde liegt im Einzugsgebiet der Stadt Bordeaux. Während Bassens im Jahr 1962 noch über 3396 Einwohner verfügte, zählt man aktuell 8.132 Einwohnern (Stand 1. Januar 2022). Die Gemeinde wird durch Buslinien der TBC erschlossen.
Die Gemeinde gehört zum Kanton Lormont im Arrondissement Bordeaux.
Bassens ist Partnergemeinde von Kleinostheim bei Aschaffenburg.

## Geschichte

### Internierungslager Camp Bassens
Das Internierungslager Camp Bassens wurde im März 1940 in den Gebäuden einer alten Pulverfabrik für in Frankreich unerwünschte Ausländer eingerichtet. Nach hier kamen ab dem 12. Mai 1940 Internierte aus der Region Paris.:S. 69 – vor allem deutsche Antifaschisten sowie tschechische Kommunisten und Intellektuelle. Etwa 1.100 Häftlinge wurden im Camp Bassens untergebracht, darunter etwa 750 Juden.
Während ihres Lageraufenthaltes mussten die gesunden Internierten gegen geringe Entlohnung täglich 10 Stunden lang im Hafen Schiffe entladen.:S. 69, Anm. 217
Zu den Internierten gesellten sich während des Drôle de guerre (Blitzkrieg) auch noch 350 gefangengenommene Soldaten der deutschen Wehrmacht.
Angesichts des Vormarsches der deutschen Truppen versuchte am 18. Juni 1940 eine deutsche Delegation unter der Leitung von Georg Bernhard den Lagerkommandanten davon zu überzeugen, die Gefangenen zu entlassen. Dieser lehnte zunächst ab, ließ aber am nächsten Tag alle Lagerinsassen mit Familien in Frankreich und alle, die in Deutschland aus politischen Gründen verfolgt wurden, frei. Ihnen wurde zur Auflage gemacht, sich in den Süden zu begeben.:S. 70

„Die Konfusion ist bereits so groß (die Kriterien für die Befreiung wechseln im Laufe des Tages mehrmals), daß am Abend praktisch jeder, der es will, einen Befreiungsschein bekommt, darunter auch echte Nazi-Agenten.“

Zu den bekannten deutschen Internierten gehörten:
- Carl Einstein[3]
- Henry Jacoby

## Bevölkerungsentwicklung
| Jahr                      | 1962 | 1968 | 1975 | 1982 | 1990 | 1999 | 2006 | 2013 |
| Einwohner                 | 3396 | 4841 | 6133 | 6595 | 6472 | 6978 | 6694 | 6991 |
| Quelle: Cassini und INSEE |      |      |      |      |      |      |      |      |

## Baudenkmäler
Siehe auch: Liste der Monuments historiques in Bassens (Gironde)

Kirche Saint-Pierre

- Kirche Saint-Pierre

## Weinbau
Bassens ist eine Weinbaugemeinde; die Rebflächen gehören zur Appellation Premières Côtes de Bordeaux.

## Persönlichkeiten
- Herman Georges Berger (1875–1924), Fechter, Olympiasieger